# Glavinitsa (obchtina)
Glavinitsa (bulgare : Главиница) est une obchtina de l'oblast de Silistra en Bulgarie.